# Aristolochia truncata
Aristolochia truncata är en piprankeväxtart som beskrevs av Fielding & Gardner. Aristolochia truncata ingår i släktet piprankor, och familjen piprankeväxter. Inga underarter finns listade i Catalogue of Life.